# Lazi Krapinski
Lazi Krapinski est un village de la municipalité de Krapina (comitat de Krapina-Zagorje) en Croatie. Au recensement de 2011, le village comptait 79 habitants.